# Gare de Luxeuil-les-Bains
Gare de Luxeuil-les-Bains vasútállomás Franciaországban, Luxeuil-les-Bains településen.

## Vasútvonalak
Az állomást az alábbi vasútvonalak érintik:
- Blainville-Damelevières–Lure-vasútvonal

## Kapcsolódó állomások
A vasútállomáshoz az alábbi állomások vannak a legközelebb:
- Gare d’Aillevillers
- Gare de Lure